# Пропиоловая кислота
Пропиоловая кислота — органическое соединение с формулой HC≡CCOOH. При комнатной температуре это бесцветная жидкость, которая кристаллизуется с образованием шелковистых кристаллов. Разлагается вблизи точки кипения.
Растворима в воде и имеет запах напоминающий уксусную кислоту.

## Синтез
Получают в промышленных масштабах путём окисления пропаргилового спирта на свинцовом электроде. Также её можно получить декарбоксилированием ацетилендикарбоновой кислоты.

## Реакции
Воздействие солнечного света превращает вещество в тримезиновую кислоту. Подвергается бромированию с образованием дибромакриловой кислоты. С хлористым водородом образует хлоракриловую кислоту. этиловый эфир конденсируется с гидразином с образованием пиразолона.
Он образует характерное взрывчатое твердое вещество при обработке его водным раствором аммиачной нитратом серебра. Аморфный взрывчатый осадок образует аммиачный хлорид меди.

## Использование
Пропиоловая кислота и её сложные эфиры служат исходными материалами для препаративного органического синтеза.
Соли пропиоловой кислоты используют в качестве электролитов.